# Burg Fürstenberg (Hüfingen)
Die Burg Fürstenberg ist eine abgegangene Höhenburg auf dem Fürstenberg 918 m ü. NN beim Ortsteil Fürstenberg der Stadt Hüfingen im Schwarzwald-Baar-Kreis in Baden-Württemberg.

## Geschichte

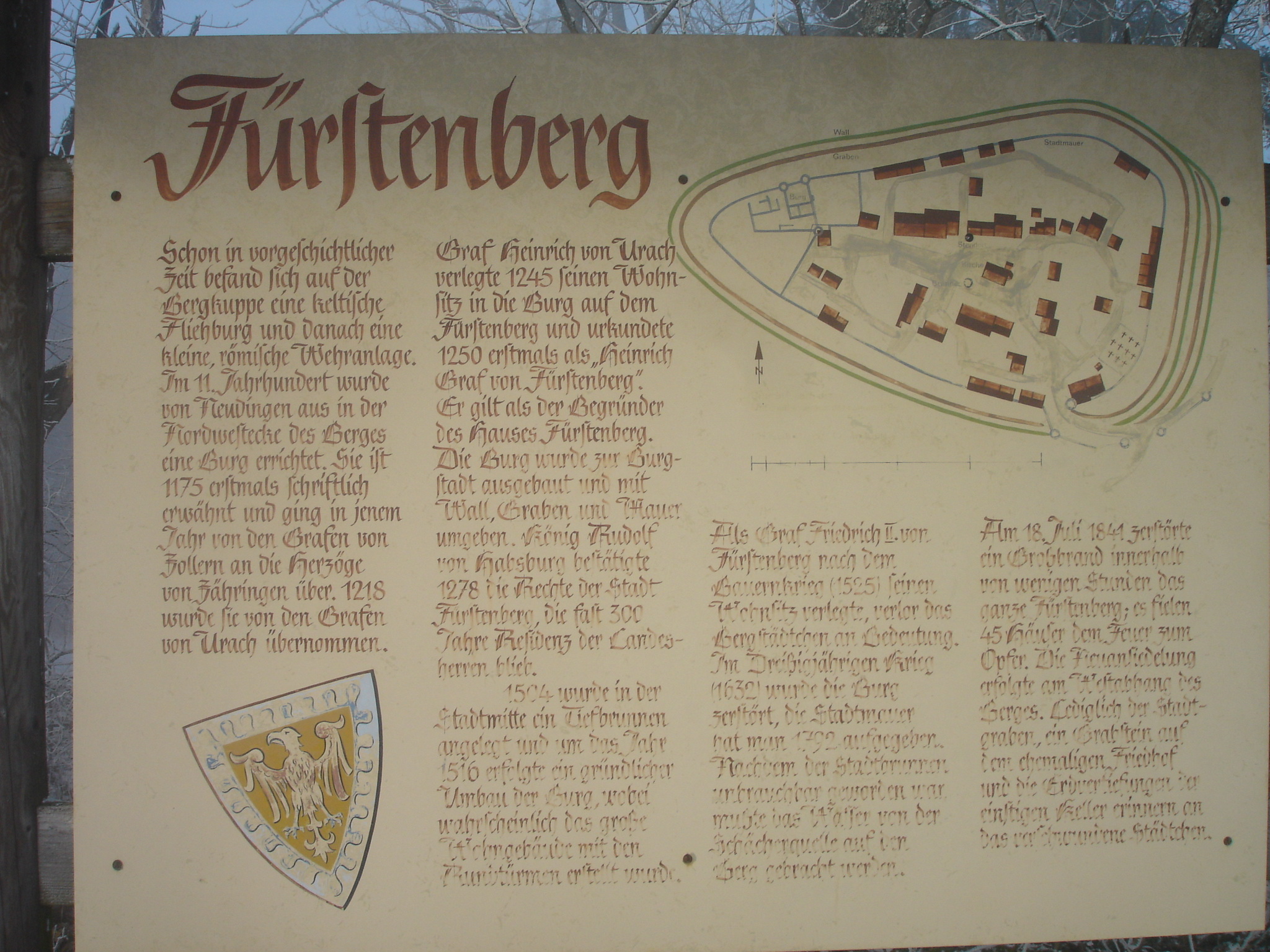
Tafel vor Ort

Eine Burg auf dem Fürstenberg existierte vermutlich ab dem 12. Jahrhundert. Als Erbauer kommen Dienstmannen der Zähringer infrage, die in Neudingen am Fuße des Berges ansässig waren. 1175 erstmals schriftlich erwähnt, ging die Burg in diesem Jahr von den Grafen von Zollern an die Herzöge von Zähringen über. 1218 verstarb mit Berthold V. (1186–1218) der letzte Zähringer Herzog. Sein Erbe auf dem Fürstenberg traten die mit ihm verwandtschaftlich verbundenen Grafen von Urach an. Bis 1250 verlegte Heinrich von Urach († 1284) seinen Wohnsitz auf den Fürstenberg und nannte sich hernach „Graf Heinrich von Fürstenberg“. Er ließ außer der Burg auch die Siedlung auf dem Fürstenberg ausbauen, die 1278 das Stadtrecht erhielt. Mit Beginn des 16. Jahrhunderts wurde die Burg umgebaut und die Befestigungsanlagen erneuert. Im Bauernkrieg von 1524/25 erstürmten Aufständische den Fürstenberg. Im Jahr 1632, während des Dreißigjährigen Kriegs, wurden Burg und Stadt weitgehend zerstört. Nach der Brandkatastrophe von 1841 endgültig verwüstet, wurde die Stadt Fürstenberg am Fuße des Bergs neu errichtet und ist heute Ortsteil von Hüfingen. Spätestens im 19. Jahrhundert wurden auch die Überreste der Burganlage beseitigt. Von ihr haben sich nur geringste Bauspuren erhalten.